# Сіко-Майнс (Техас)
Сіко-Майнс (англ. Seco Mines) — переписна місцевість (CDP) в США, в окрузі Маверік штату Техас. Населення — 572 особи (2020).

## Географія
Сіко-Майнс розташоване за координатами 28°45′2″ пн. ш. 100°30′6″ зх. д. / 28.75056° пн. ш. 100.50167° зх. д. (28.750505, -100.501532).  За даними Бюро перепису населення США в 2010 році переписна місцевість мала площу 1,50 км², з яких 1,45 км² — суходіл та 0,05 км² — водойми.

## Демографія
Згідно з переписом 2010 року, у переписній місцевості мешкало 560 осіб у 165 домогосподарствах у складі 140 родин. Густота населення становила 374 особи/км².  Було 178 помешкань (119/км²).
Расовий склад населення:
| - 94,3 % — білих - 0,9 % — чорних або афроамериканців - 4,1 % — осіб інших рас |

До двох чи більше рас належало 0,7 %. Частка іспаномовних становила 96,4 % від усіх жителів.
За віковим діапазоном населення розподілялося таким чином: 33,6 % — особи молодші 18 років, 55,9 % — особи у віці 18—64 років, 10,5 % — особи у віці 65 років та старші. Медіана віку мешканця становила 28,8 року. На 100 осіб жіночої статі у переписній місцевості припадало 91,1 чоловіків;  на 100 жінок у віці від 18 років та старших — 84,2 чоловіків також старших 18 років.
Середній дохід на одне домашнє господарство  становив 22 930 доларів США (медіана — 12 887), а середній дохід на одну сім'ю — 26 165 доларів (медіана — 14 226). За межею бідності перебувало 56,4 % осіб, у тому числі 69,0 % дітей у віці до 18 років та 55,7 % осіб у віці 65 років та старших.
Цивільне працевлаштоване населення становило 143 особи. Основні галузі зайнятості: будівництво — 22,4 %, фінанси, страхування та нерухомість — 14,7 %, виробництво — 13,3 %, роздрібна торгівля — 12,6 %.